# Cirrhilabrus rubrisquamis
Cirrhilabrus rubrisquamis  (лат.) — вид морских лучепёрых рыб из семейства губановых, живущий на западе Индийского Океана, на Мальдивах и у архипелага Чагос. Содержится в аквариумах.

## Описание
Cirrhilabrus rubrisquamis имеет общие меристические признаки с другими представителями этого рода, в частности с Cirrhilabrus wakanda (потенциальная синонимия обоих видов обсуждается ниже). Однако вид легко отличить от родственных сородичей по следующему сочетанию признаков: боковая линия с 21 или 22 пористыми чешуйками; жаберных тычинки 16; хвостовой плавник округлый с синей и желтой вермикуляцией при жизни; спинные две трети тела с пурпурными чешуйками, при жизни расположенными в виде цепочек. Лучей спинного плавника 9; все мягкие лучи разветвлены, кроме первого; лучей анального плавника 9; все мягкие лучи разветвлены, кроме первого; последний луч спинного и анального плавников разветвлен до основания; лучей в грудных плавниках 15/15, два верхних неразветвленные; лучей брюшного плавника 1,5; главных лучей хвостового плавника 7+6, самые верхние и самые нижние неветвящиеся; 5 верхних передних лучей хвостового плавника, 5 нижних передних лучей хвостового плавника; боковая линия прервана, с дорсо-передним рядом пористых чешуек 16/15 и средне-латеральным задним педункулярным рядом 6/6; первая пористая чешуя на заднем педункулярном ряду часто ямчатая; последняя пористая чешуя на заднем педункулярном ряду увеличена и перекрывает гипуральную складку; чешуя выше боковой линии до начала второго спинного плавника; чешуя ниже боковой линии до начала анального плавника 6; срединные преддорсальные чешуи 5; срединные предтазовые чешуи 5; рядов чешуи на щеке 2; околоножковые чешуи 16; жаберных тычинок 5 + 11 = 16; подсчет псевдожаберных нитей не проводился из-за малого размера экземпляра; позвонков 9 + 16; эпиневралии 12.
Тело умеренно удлиненное и сжатое с боков, высота тела укладывается 3,5 раза в стандартную длину тела, ширина 2.2 см см; длина головы 2.9 см; рыло заостренное, его длина 3.6; диаметр орбиты 3.5 см; высота хвостового стебля 2.1 см. Рот маленький, конечный и косой, верхняя челюсть почти достигает вертикали у переднего края глазницы; зубной ряд типичен для рода с тремя парами клыков, стоящих впереди по бокам верхней челюсти, первый выступает вперед, следующие два сильно изогнуты и изогнуты наружу, третий по длине; неправильный ряд очень мелких конических зубов медиальнее верхних клыков; нижняя челюсть с единственной толстой парой клыков впереди, которые косо выступают наружу и немного латеральнее медиальной пары верхней челюсти; отсутствие зубов на нёбе. Задний край прекрышки с 29/27 очень мелкими зазубринами; края заднего и вентрального краев прекрышечной крышки свободные примерно до уровня среднего зрачка. Передняя ноздря в короткой перепончатой трубке, расположенная ближе к глазнице, чем кончик рыла; задняя ноздря больше, примерно яйцевидной или прямоугольной формы, расположена медиально и впереди верхнего края глаза. Чешуя циклоидная; голова покрыта чешуей, кроме рыла и межглазничного пространства; шесть крупных чешуек на оперкуле; широкая голая зона на перепончатом крае прекрышечной кости; ряд крупных удлиненных заостренных чешуек вдоль основания спинного плавника, по одной на элемент, чешуя постепенно укорачивается кзади на мягкой части плавника; анальный плавник с таким же базальным рядом чешуи; последняя пористая чешуя боковой линии (позади гипуральной пластинки) увеличена и заострена; по одной чешуе выше и ниже последней поровой чешуи также увеличены; грудные плавники голые, за исключением нескольких мелких чешуек у самого основания; одна крупная чешуя у основания каждого брюшного плавника, примерно три четверти длины тазового позвоночника.
Начало спинного плавника выше второй или третьей чешуи боковой линии, преддорсальная длина 2.2 см; первые 1-5 шипов спинного плавника прогрессивно удлиняются, с шестого по десятый почти равны, одиннадцатый самый длинный, 2.3 см; межостистые перепонки спинного плавника у самцов заходят за шипы спинного плавника, причем каждая перепонка заостренными усиками заходит за шип; самый длинный мягкий луч восьмого спинного плавника, 2 см, остальные лучи постепенно укорачиваются; начало анального плавника низкое основание десятого шипа спинного плавника; третий самый длинный шип анального плавника, 2.4; межостистые перепонки анального плавника вытянуты, как и на спинном плавнике; мягкие лучи анального плавника относительно одинаковы по длине, восьмые по длине, 1.9 см; лучи спинного и анального плавников едва достигают основания хвостового плавника; хвостовой плавник округлый; грудные плавники короткие, достигают вертикали между основаниями четвертого или пятого шипа спинного плавника, длина наибольшего луча 1.8 см; начало брюшных плавников ниже нижнего основания грудных плавников; брюшные плавники короткие, не достигают начала анального плавника, длина наибольшего луча 1.8 см. Голова желтая, сзади коричневатая; нижняя часть головы от беловатой до бледно-розовой; предкрышка заметно пурпурная по внешнему краю; радужка глаза жёлтая; тело оранжево-розовое, переходящее снизу в беловато-розовое; тело с сетью темно-пурпурных чешуек, расположенных в виде цепочек сразу после начала спинного плавника до края хвостового стебля, отсутствует в нижней трети тела; спинной плавник прозрачный, дистальная половина желтая; задний спинной плавник желтовато-прозрачный с металлическими голубыми пятнами; хвостовой плавник голубовато-прозрачный с желто-синей вермикуляцией, часто местами разбитой; анальный плавник похож на спинной плавник; брюшные плавники гиа-линии; основание грудного плавника с пурпурной полосой; грудные плавники розовато-прозрачные. Обитает на глубине 41-48 м.

## Биология
Cirrhilabrus rubrisquamis населяют коралловые рифы от тропических до субтропических вод. Они связаны с рифами, содержащими кораллы Acropora и Pocillopora. Они плавают парами или небольшими группами, но обычно избегают мест с высокой активностью человека, таких как подводное плавание с аквалангом, снорклинг или каякинг. Нередко люди справляются с ними без проблем. Рыба питается самыми разнообразными беспозвоночными, в том числе губками и морскими асцидиями. Взрослые особи часто кормятся ночью, когда хищники менее активны, чем днем. Cirrhilabrus rubrisquamis иногда поражается морскими вшами и некоторыми видами паразитов.

### Размножение
Пары моногамны и агрессивно территориальны, часто отбиваются от других особей из своего вида. Самка откладывает около 150 яиц в пещере или расщелине, охраняемой самцом, который заботится о них, пока они не вылупятся. Мальки быстро растут, достигая от размера 7 см в течение 8 месяцев, но достигают половой зрелости только в возрасте 2 лет.

### Продолжительность жизни
Продолжительность жизни Cirrhilabrus rubrisquamis составляет 10 лет. Зарегистрировано, что самки достигают половой зрелости в 2-3 года и вырастают до среднего размера 10 см, тогда как самцы развиваются в 4-5 лет и вырастают до среднего размера 8 см. Прогнозируется, что размножение происходит круглый год. Возраст, в котором Cirrhilabrus rubrisquamis прекращает размножаться, не зарегистрирован.

### Хищники
На Cirrhilabrus rubrisquamis охотятся более крупные виды рыб, такие как морской окунь и окунь. Их яркая окраска, как правило, привлекает хищников, но их удлиненные тела и покрытые щетиной головы позволяют им спасаться от хищников, заплывая в тесные расщелины. Молодь часто срывают с зарослей морских водорослей или коралловых участков более крупные рыбы, такие как спинороговые и хирурговые, которые перед тем, как съесть, будут разбрасывать их, как игрушки.

## Таксономия
В своем описании Cirrhilabrus rubrisquamis Randall и Emery (1983) не смогли достоверно определить пол голотипа из-за отсутствия зрелых гонад. Они отмечают наличие тупого генитального сосочка, и, несмотря на то, что голотип является женским, это трудно подтвердить из-за небольшого размера образца. Различить молодь и самку для многих видов Cirrhilabrus на основе внешних признаков часто бывает сложно, поскольку эти жизненные стадии разделяются несколькими надежными признаками окраски. В зависимости от вида Cirrhilabrus может обладать одним или несколькими из следующих признаков окраски, которые заметно проявляются в ювенильной фазе, но позже исчезают или ослабевают по мере взросления: наличие нескольких тонких нитевидных полос с вкраплениями белых пятен на верхней половине тело; наличие большого белого пятна на кончике рыла (Kuiter 2010); наличие черного пятна на хвостовом стебле. Цветная фотография голотипа Randall and Emery (1983) показывает наличие тонких нитевидных полос с вкраплениями белых пятен, расположенных дорсально, ниже начала спинного плавника. Это сочетание типичной ювенильной окраски, рисунка и отсутствие зрелых гонад убедительно свидетельствует о том, что голотип является ювенильным. Cirrhilabrus rubrisquamis наиболее близок к Cirrhilabrus apterygia из Западной Австралии, Cirrhilabrus blatteus из Красного моря, недавно описанному C. finifenmaa с Мальдивских островов, C. sanguineus с Маврикия и C. wakanda из Восточной Африки. Шесть видов образуют кладу видов Индийского океана, принадлежащую к более крупной группе рода Cirrhilabrus губанов, известных как комплекс видов C. jordani, виды которого распространены в Индо-Тихоокеанском регионе. Из вышеупомянутых видов недавно описанный Cirrhilabrus finifenmaa наиболее отличается наличием округлого хвостового плавника (по сравнению с ланцетным у C. apterygia, C. blatteus, C. sanguineus и C. wakanda), наличием пурпурно-красных штриховых отметин на крышке, груди, перешейке и передней части тела, а также отсутствием чешуи на задних двух третях тела. На основании меристических, морфометрических и морфологических деталей C. finifenmaa отличается от C. apterygia наличием брюшных плавников (отсутствующих у C. apterygia); C. blatteus в более длинном рыле (8,1-9,5% SL против 7,5-8,1% SL) и большей преанальной длине (60,1-67,3% SL против 52,1-62,5% SL); C. sanguineus по более длинному рылу (8,1-9,5% SL против 7,7-8,7% SL); а C. wakanda — более крупной орбитой (8,8–11,7% SL по сравнению с 6,6–9,0% SL) и более высоким спинным плавником (8–9-й самый длинный мягкий луч спинного плавника, 14,0–15,5% SL по сравнению с шестым по длине, 11,9). -14,3% SL).
Из-за отсутствия адекватного материала и запутанной таксономии C. rubrisquamis соответствующие сравнения с родственными видами Cirrhilabrus затруднены. В частности, остаются открытыми вопросы относительно таксономического статуса C. rubrisquamis и C. wakanda. Tea et al. описали C. wakanda на основе материала, собранного на Занзибаре, Танзания. Они сравнили свой новый вид с родственными Cirrhilabrus из Индийского океана, включая C. rubrisquamis. Хотя их сравнительные данные для C. rubrisquamis включали опубликованные данные голотипа из Чагоса, они также включали опубликованные данные Randall. В то время как таксономия C. rubrisquamis sensu lato здесь решена с описанием C. finifenmaa с Мальдивских островов, сравнительные данные, взятые из голотипа C. rubrisquamis и мальдивского материала Randall в описании C. wakanda, привели к потенциально новая проблема.
И C. rubrisquamis, и C. wakanda наиболее похожи по рисунку окраски, в частности по наличию пурпурных отметин в виде цепочек на спинных двух третях тела. Оба вида также имеют сходные морфометрические детали; однако это нередко встречается у близкородственных видов Cirrhilabrus, у которых идентификация наиболее надежна при сравнении терминальных самцов. Сравнение деталей живой окраски самого маленького (54,3 мм SL) паратипа C. wakanda из Tea et al. (2019) и голотип SL 40,6 мм C. rubrisquamis обнаруживают несколько незначительных различий в окраске, например, у C rubrisquamis желтый спинной плавник (по сравнению с фуксиевым у C. wakanda) и гиалиновый хвостовой плавник с желто-синей вермикуляцией (по сравнению с , хвостовой плавник с пурпурным шевроном у C. wakanda). Голотип C. rubrisquamis также отличается от C. wakanda меньшим количеством пористых чешуек боковой линии (21-22 против 24-28). Однако, поскольку C. rubrisquamis известен только по ювенильному голотипу, неясно, представляют ли эти различия отдельные признаки или онтогенетическую изменчивость. Недавние подводные исследования ROV, проведенные Исследовательской экспедицией Университета Плимута на атолле Эгмонт и подводной горе Сандес в архипелаге Чагос, позволили получить кадры с изображением губанов, похожих на C. rubrisquamis, снятые на глубине 60–70 м. Учитывая непосредственную близость к атоллу Перос-Баньос (также в архипелаге Чагос), подозревается, что это номинальные C. rubrisquamis. Изучение деталей живой окраски предполагаемых самок, взятых из видеозаписи, хорошо согласуются с ювенильным голотипом C. rubrisquamis и самками C. wakanda, особенно из-за похожих пурпурных отметин в виде звеньев цепи. Предполагаемые самцы внешне похожи на восточноафриканского C. wakanda, лишь незначительно отличаясь наличием желтого спинного плавника (по сравнению с фуксиевым у C. wakanda) и отсутствием желтоватого седла посередине тела. Учитывая схожую живую окраску C. rubrisquamis и C. wakanda, возможно, что эти два номинальных вида являются конспецифичными. Однако наблюдаемые различия (или их потенциальное отсутствие) в деталях живой окраски могут быть связаны с различиями в размерах образцов, плохим разрешением видео и различиями в характеристиках подводного освещения. Распространение C. wakanda в Восточной Африке и C. rubrisquamis на архипелаге Чагос представляет собой уникальную модель биогеографии, характерную для нескольких родственных Cirrhilabrus. В Индийском океане фауна архипелага Чагос, по-видимому, отличается от остальной части западной и восточной частей Индийского океана в некоторых, но не во всех таксонах. Об этой биогеографической связи сообщалось для кораллов, морских звезд Acanthaster и кокосовых крабов, а среди рыб известно по крайней мере 54 вида, имеющих западно-индийское распространение в океане, охватывающего архипелаг Чагос. Подходящими примерами аллопатрических видов, соответствующих этой биогеографической модели, являются лабриды Halichoeres iridis (от Восточной Африки до Чагоса) и Halichoeres leucoxanthus (от Мальдив до Явы), а также два очевидных вида Dascyllus, которые в настоящее время путают с D. carneus. Эндемизм морских прибрежных рыб особенно низок на архипелаге Чагос, но есть несколько заметных примеров (например, Amphiprion chagosensis). Однако без дополнительного материала о C. rubrisquamis соответствующих размеров из типового местонахождения нельзя согласовать таксономический статус обоих видов, а также определить, представляют ли C. rubrisquamis и C. wakanda близкородственные аллопатрические виды, или же они представляют собой единственный широко распространенный конспецифический таксон. Пока такой материал из Чагоса не станет доступным, учёные воздерживаются от включения C. wakanda в синоним C. rubrisquamis и условно считают оба вида действительными.